# Rheinfelden (huyện)

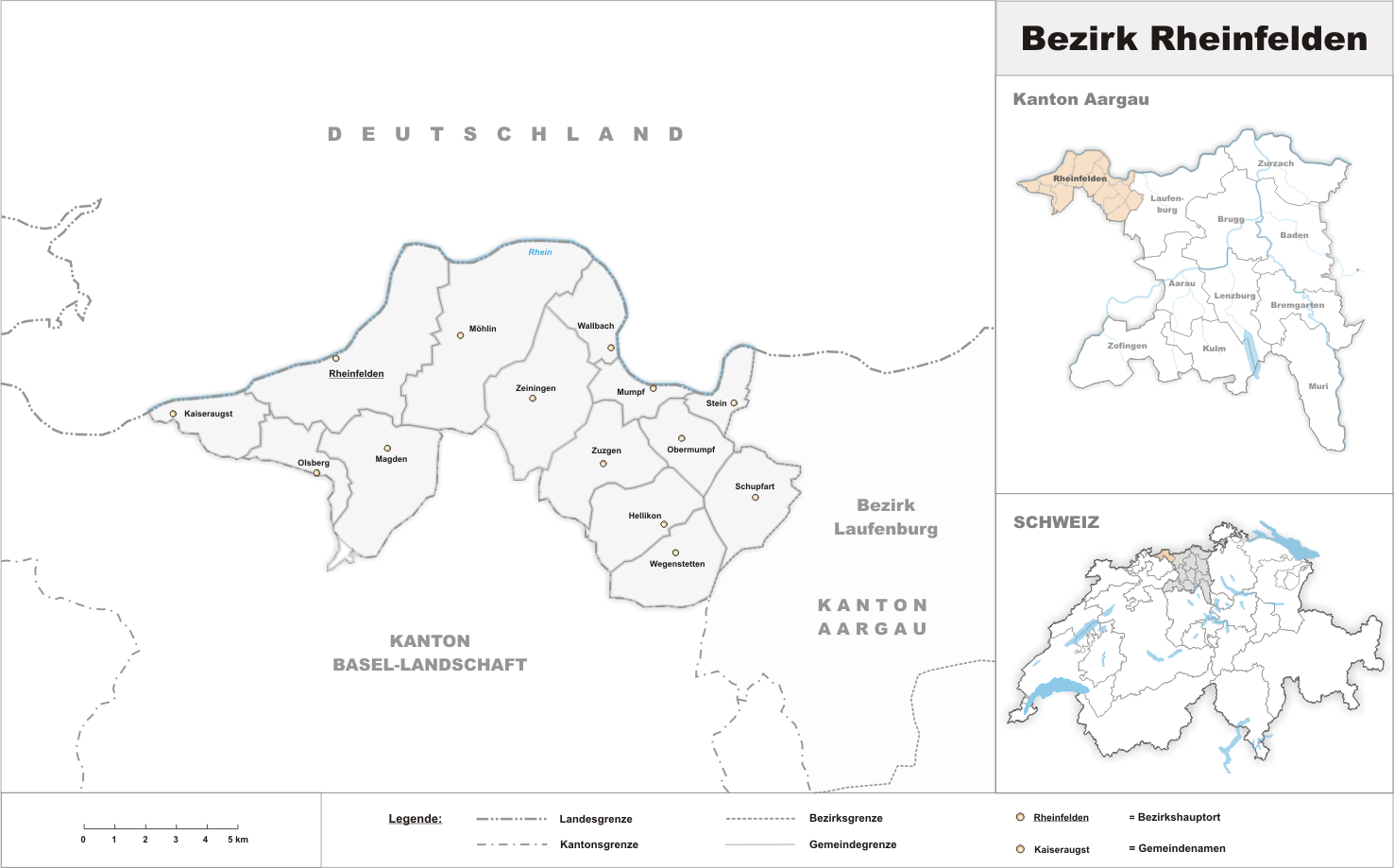
Bản đồ

Dân số

Huyện Rheinfelden là một huyện ở phía tây bắc bang Aargau ở Thụy Sĩ, vùng Fricktal. Huyện lỵ là Rheinfelden. Khoảng 88% dân số sống ở khu vực đô thị Basel. Có 14 đô thị, tổng dân số 40.925 người (cuối năm 2006) với diện tích 112,09 km². 

## Đô thị
| Các đô thị của Rheinfelden |              |
| -------------------------- | ------------ |
|                            | Hellikon     |
|                            | Kaiseraugst  |
|                            | Magden       |
|                            | Möhlin       |
|                            | Mumpf        |
|                            | Obermumpf    |
|                            | Olsberg      |
|                            | Rheinfelden  |
|                            | Schupfart    |
|                            | Stein        |
|                            | Wallbach     |
|                            | Wegenstetten |
|                            | Zeiningen    |
|                            | Zuzgen       |